# 27613 Annalou
27613 Annalou este un asteroid din centura principală de asteroizi.

## Descriere
27613 Annalou este un asteroid din centura principală de asteroizi. A fost descoperit pe 21 mai 2001 la Socorro, New Mexico, în cadrul proiectului LINEAR. Asteroidul prezintă o orbită caracterizată de o semiaxă mare de 2,29 ua, o excentricitate de 0,12 și o înclinație de 7,1° în raport cu ecliptica.